# سید عباس حسینی قائم‌مقامی
سیّد عبّاس حسینی قائم مقامی تئولوگ، فقیه، اصولی، فیلسوف و عالم اجتماعی ایرانی است. وی مدیر مرکز اسلامی هامبورگ و رئیس آکادمی اسلامی آلمان بوده است. وی شاگرد اساتیدی چون  عبدالکریم حق شناس و حسن حسن‌زاده آملی بوده است.

## زندگی
در سال ۱۳۴۳ شمسی در تهران و در خانوادهٔ قائم مقام فراهانی متولد گردید. نسب وی با سی و هشت واسطه به امام چهارم شیعیان (زین العابدین) منتهی می‌گردد.

قائم مقامی از اولین سال‌های تحصیل رسمی، همزمان فراگیری علوم دینی را در حوزه علمیه تهران آغاز کرد و طی چند سال از محضر استادان حوزه‌های علمیه تهران و قم در رشته‌های فقه، فلسفه و عرفان بهره برد و در نخستین سال‌های جوانی به درجه اجتهاد رسید.
تحصيلات در تهران : او كه در سالهاي پيش از انقلاب اسلامي پس از چند مرحله آزمون، به عنوان دانش آموز برگزيده در مدرسه آلماني ها در تهران (كوچه يخچال) پذيرفته شده بود. در همان سال‌های نخستين تحصيلات رسمي، با تشويق پدر، انتخاب ديگري كرد و در حاليكه نوجوان نورَسي بود راهي حوزه علميه شد.
اساتيد در تهران: تا سطح عالي فقه و اصول را در تهران از محضر استادان بزرگي چون آيت الله ميرزا عبدالكريم حق شناس، آيت الله ميرزا حسن اصطهباناتي، آيت الله ميرزا ابوالقاسم تنكابني ، آیت الله سید ضیاء الدین استرآبادی و آيت الله شيخ مرتضي انصاري اهوازي فرا گرفت. علاوه بر آن در تهران تحت تربیت اخلاقی عالم ربانی آیت الله میرزاعبدالکریم حق شناس قرار گرفت و در فلسفه ، منطق ، عرفان  و تفسیر نيز از اين استادان بزرگ حوزه تهران بيشترين بهره را برد: 
آيت الله سيد رضي شيرازي – آيت الله شيخ محمد رضا رباني خراساني – آيت الله شيخ علي محمد جولستاني – آیت الله سید مرتضی ایروانی  

تحصيلات در قم: در حوزهء علمیه قم، جهت بهره گيري از آيت الله محمد تقي ستوده براي بار دوّم كفاية الاصول را در نزد ايشان فرا گرفت و بخش پاياني مكاسب (خيارات) را نيز در محضر آيت الله پاياني به اتمام رساند و هم زمان در دروس خارج فقه و اصول نيز شركت نمود. 

استادان در قم: وي از استادان متعددي در حوزه علميه قم بهره برد و برخي از آنان كه از سه تا دوازده سال (بصورت هم زمان و يا طولي) شاگردي شان را كرده است چنين نام دارند: 

«فقه» : آيت الله ميرزا جواد تبريزي – آيت الله شيخ حسين وحيد خراساني – آيت الله سيد محمد روحاني – آيت الله ميرزا هاشم آملي – آيت الله شيخ محمد علي اراكي.

«اصول فقه» : آيت الله شيخ حسين وحيد خراساني – آيت الله سيد محمد روحاني – آيت الله سيد كاظم حايري . 

«رجال و درايه» : آيت الله شيخ محسن حرم پناهي – آيت الله سيد محمد مددپور

«فلسفه» : آیت الله حسن زاده آملی – آیت الله سید رضا صدر – آيت الله انصاري شيرازي – آيت الله جوادي آملي

«عرفان» : آيت الله حسن زاده آملي – آيت الله سيد كمال موسوي شيرازي 
قائم مقامی در کنار دروس حوزوی به فراگیری و مطالعه فلسفه جدید و فلسفه سیاست روی آورد.
او علاوه بر تدریس فقه، اصول و فلسفه در حوزه علمیه، سال‌ها در دانشگاه‌های مختلف تهران در سمت استادیار به تدریس فلسفه اسلامی، عرفان اسلامی مبانی فقه و حقوق اسلامی، اندیشه سیاسی و کلام تطبیقی اشتغال داشت و در سال ۱۳۷۴ نیز از سوی دپارتمان مطالعات خاور نزدیک دانشگاه برکلی آمریکا به تدریس در دوره‌های عالی در رشته‌های عرفان و الهیات دعوت گردید. قائم‌مقامی در سال ۱۳۷۷ (۱۹۹۸م) به عنوان جوان‌ترین مجتهد در انتخابات مجلس خبرگان شرکت کرد.

## عناوین و جایگاه ها
وی از ابتدای سال ۲۰۰۴ میلادی به عنوان امام و مدیر مرکز اسلامی هامبورگ و رئیس آکادمی اسلامی آلمان مشغول به فعالیت می‌باشد. وی با تأسیس اتحادیه اروپایی علماء و تئولوگ‌های شیعه و به انتخاب اعضای آن که از ۱۶ کشور اروپایی می‌باشند در سال ۲۰۰۶ به ریاست این اتحادیه برگزیده شد.وی استاد دانشگاه تهران و علوم تحقیقات تهران است.

## رد صلاحیت در انتخابات مجلس خبرگان
وی پس از تأیید صلاحیت در انتخابات مجلس خبرگان رهبری (۱۳۹۴) توسط شورای نگهبان، در مصاحبه‌ای که با سایت خبرآنلاین داشت، برخی انتقادات را به فقهای شورای نگهبان وارد دانست و سید حسن خمینی را فردی دارای مرتبه اجتهاد نامید. که بعضی افراد معتقدند، دلیل ردصلاحیت وی پس از تایید صلاحیت، این مصاحبه بوده است. دلایل ردصلاحیت افراد توسط شورای نگهبان اعلام نمی شود و شورای نگهبان توضیحی درباره ردصلاحیت وی پس از تأیید صلاحیت نداده است.

## آثار و نظریات
بر اساس زندگی‌نامه خود نوشتهٔ وی، در آثار او پاره‌ای نظریه‌ها طرح و بررسی شده‌است:
•تبیین مشروعیت دخالت روشمند عقل بشری در فرایند استنباط احکام شرعی
•تفکیک میان مشروعیت سابژکتیو (حقانیت) از مشروعیت آبژکتیو و تأکید بر ضرورت دومی در حاکمیت سیاسی
•نقد روش‌شناختی اجتهاد بر مبنای اصول جهانشناختی
•در مجموعه مقالاتی که در سال ۱۳۶۸ به قلم وی منتشر گردید، با بررسی منطقه الفراغ شرعی برای نخستین بار الگویی حداقلی از شریعت بر مبنای مبانی پذیرفته شده در اجتهاد و اصول فنی فقه ارائه شد.
•کتاب «کاوش‌های فقهی» که دربرگیرنده مجموعه‌ای از نظریه‌های فقهی ایشان است در سال ۱۳۷۷ به عنوان کتاب سال حوزه‌های علمیه در دو رشته فقه و اصول حائز مرتبه نخست گردید.
•از او تا کنون بیش از یکصد مقاله و کتاب در موضوعات مختلف فلسفی، عرفانی، حقوقی و فقهی به چاپ رسیده‌است. کتاب‌های قدرت و مشروعیت، سِفر عشق، تاملات فلسفی، رنج بی‌پایان و مدخل قرآن از آن جمله می‌باشند.

## تحرکات سیاسی
•نامه سرگشاده به پاپ بندیکت شانزدهم که در رسانه‌های اروپا و جهان داشت 
•موضع‌گیری ویژه و نقد مواضع رئیس‌جمهور احمدی نژاد در خصوص هولوکاست 
•سخنرانی در اجلاس مشترک رهبران دینی با سران اتحادیه اروپا در بروکسل 